# GWAR
I GWAR sono una band heavy metal satirica statunitense formatasi nel 1985. La band è meglio conosciuta per la sua immagine d'ispirazione horror-fantascientifica, canzoni ed esibizioni dal vivo dai testi osceni e dai toni demenziali, che vedono l'inclusione di attacchi umoristici verso tematiche a sfondo politico, sociale e tabù.

## Storia del gruppo

### Formazione e debutto (1984–1989)
I Gwar sono nati dall'unione di due progetti separati fusi in uno solo. Dave Brockie era cantante e bassista di un gruppo punk chiamato Death Piggy che era solito a tenere piccole esibizioni dal vivo e usare un materiale live da un crudo umorismo nero per porre enfasi sulla loro musica dai toni demenziali. Le due band si esercitavano in una stanza al Richmond Dairy, un vecchio impianto in disuso adibito all'imbottigliamento di prodotti, già occupato in passato da svariate comunità hippy. Gli hippy dello stabile affittavano le stanze all'interno ai vari artisti e musicisti. Fu al Richmond Dairy che i Death Piggy incontrarono Hunter Jackson (Techno Destructo) e Chuck Varga (Sexecutioner), entrambi studenti della Virginia Commonwealth University che avevano messo su la "Slave Pit", un'etichetta concepita anche spazio di produzione che doveva porre le basi per la produzione di Scumdogs of the Universe, un film che la band aveva intenzione di realizzare. Jackson intendeva creare materiale per le esibizioni live dei Death Piggy. Brockie ebbe l'idea di usare i costumi preparati per "Scumdogs of the Universe" e di presentare i Death Piggy con una band senza costume nel ruolo di opener per i live di una fantomatica band "di barbari" provenienti dall'Antartide, che suonava canzoni dai testi completamente nonsense e sacrificava animali finti. Nati così per scherzo, il nome Gwar è un'abbreviazione di "Gwaaarrrgghhlllgh". I membri dei Death Piggy iniziarono così a notare il fatto che la gente veniva ai loro concerti solo per vedere i Gwaaarrrgghhlllgh e andarsene in molti dopo l'esibizione di questi. Dopo una serie di diversi rifinimenti, tra cui l'accorciamento del nome del gruppo, i Death Piggy vennero così assorbiti nei Gwar.

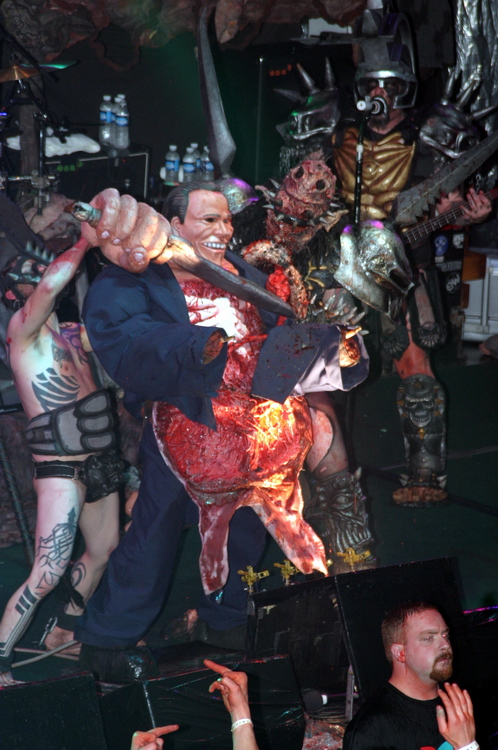
Finta esecuzione di George Bush – live a Edmonton

La prima line-up ufficiale dei Gwar consisteva di Ben Eubanks alla voce, Dave Brockie alla chitarra, Steve Douglas alla chitarra, Chris Bopst al basso, Sean Sumner alla batteria e Hunter Jackson. Tuttavia questa formazione fu di breve durata e soffrì di numerosi e costanti cambiamenti nei mesi seguenti, con Ben Eubanks che lasciò la band dopo una o due esibizioni e fu così rimpiazzato da Joe Annaruma, che prese parte alla band solo per registrare alcune tracce che poi vennero inserite nei loro demo. Annaruma se ne andò e lo sostituì Dave Brockie. La band si solidificò una formazione costituita da Hunter Jackson, Don Drakulich, Chuck Varga, Mike Delaney, Mike Bonner, Scott Krahl, Dave Musel e Dave Brockie. Mike Delaney se ne andò nel 1987. Dewey Rowell (Flattus Maximus), Michael Bishop (Beefcake the Mighty) e Rob Mosby (Nippleus Erectus) vennero reclutati nei Gwar nel 1987, insieme a Steve Douglas (Balsac the Jaws of Death) che ritornò nel gruppo dopo averlo lasciato in passato. Vi fu un andirivieni di Danielle Stampe (alias: Slymenstra Hymen) che si unì alla band 1988 e fu presente sempre durante i live fino al 2002. Il gruppo vi mise inoltre al suo interno altri tre componenti femminili: The Temptress (Heather Broome, 1986), Amazina (Colette Miller, 1986–87) e Gwar Woman (Lisa Harrelson, 1987–88).
L'album di debutto, Hell-O, si presenta subito come un vero è proprio album di un crossover in bilico tra thrash metal e punk rock; venne pubblicato nel 1988 attraverso la Shimmy Disc Records. La band iniziò una tournée nello stesso anno, con la contemporanea dipartita di Steve Douglas, che si separò da loro per formare il gruppo alternative rock Log, e venire così sostituito dall'attuale chitarrista ritmico Michael Derks, che si guadagnò il precedente alias di Douglas "Balsac the Jaws of Death".
Tuttavia, la formazione del gruppo subì considerevoli mutamenti fino all'inizio del 1990. Nel 1988, Slave Pit vide l'ingresso di Bob Gorman, un nuovo, giovane artista che si occupò di migliorare il design artistico e gli aspetti fabbricativi della band. Un anno dopo, nel 1989, Rob Mobsy se ne andò e prese il suo posto Pete Luchter, il quale anch'esso lasciò la band per essere successivamente ri-sostituito dall'ex membro Jim Thompson che aveva preso parte tempo addietro alla registrazione di Hell-O. Thompson prese anch'esso la sua strada e fu la volta di Brad Roberts che già in passato aveva impersonato Jizmak Da Gusha.

### Scumdogs of the UniverseeThis Toilet Earth(1990–1994)
Con una formazione all'incirca solidificata, i Gwar ripresero la loro corsa per registrare Scumdogs of the Universe. L'album riscosse un discreto successo e segnò l'inizio della loro carriera alla Metal Blade Records. La band intraprese così un'attività live per promuovere l'uscita dell'album, pubblicando anche in videocassetta il loro Live from Antarctica nel luglio del 1990, contenendo, insieme ad altre cose, il videoclip della canzone Sick of You. È proprio di poco in seguito alla pubblicazione del video che la Slave Pit ingaggiò un nuovo giovane artista, Matt Maguire, che aiuto loro nella realizzazione di nuovi costumi, oltre ad occuparsi di fumetti, illustrazioni e altro materiale concernente l'immagine della band.
Nell'agosto del 1990, Michael Derks ebbe una figlia e questa responsabilità lo porto a prendersi una piccola pausa dalla band. Barry 'D'live' Ward dei Rich Kids on LSD ricoprì il suo ruolo di chitarrista impersonando Balsac durante il tour europeo dei Gwar nel 1991. Di ritorno a casa, i Gwar fecero il loro cameo nel noto film Mystery Date.
Scumdogs of the Universe uscì all'inizio tramitte l'etichetta inglese Master Records prima di venir edito dalla Metal Blade nel 1991. La band intraprese la caccia a un'etichetta di maggior rilievo, esibendosi così per la Relativity Records, una delle più importanti case dell'ambito metal indipendente. Durante l'esibizione, i Gwar interruppero bruscamente il provino mentre suonavano con i loro costumi di scena: Slymenstra Hymen ruppe nella sua brachetta una capsula di sangue sintetico scagliandosi contro una delle sedie presenti in ufficio, simulando così una mestruazione.
Il gruppo fu vittima di ulteriori cambi di line-up in questo periodo, con Dewey Rowell che lasciò la band nel 1991, fin quando non venne sostituito nel 1992 da Pete Lee, in seguito alle registrazioni di America Must Be Destroyed. Durante questo periodo, i Gwar furono (temporaneamente) bannati dallo Stato della Carolina del Nord: Brockie venne colto mentre indossava la sua brachetta per coprire i genitali, da lui chiamata "Cuttlefish of Cthulhu", che lo porto ad essere arrestato dalle forze dell'ordine per atti osceni; questo avvenimento fu d'ispirazione per il concepimento del loro terzo album, America Must Be Destroyed, pubblicato nel 1992. L'album uscì supportato da un lungometraggio chiamato Phallus in Wonderland, che documentava il tema principale dell'opera e includeva al suo interno i videoclip correlati alle canzoni dell'album. Phallus in Wonderland ricevette una nomina per i Grammy Award nel 1993. Dopo che le registrazioni di This Toilet Earth furono portate a termine, il bassista Mike Bishop se ne andò dalla band. La sua postazione venne occupata da Casey Orr dei Rigor Mortis.
This Toilet Earth uscì nel 1994 e riscosse un successo assai modesto. Più che altro l'album ricevette più notorietà per via della controversa canzone "B.D.F.", che palesamente tratta tematiche grevi e scabrose come sodomia, necrofilia, violenze sessuali pre-natali, pedofilia e mutilazioni. Il 1994 vide l'uscita dei videoclip di "Saddam a Go-Go" e "The Road Behind" trasmessi a Beavis and Butt-head. Questo lavoro segnò inoltre l'inizio di un nuovo stile musicale per il gruppo, che vede i Gwar sviare dal loro mix punk rock/heavy metal, e impegnarsi alla composizione di tracce più sperimentali in confronto al suono punk di Hell-O e quello thrash di Scumdogs of the Universe.

### Ragnarok,Carnival of ChaoseWe Kill Everything(1995–2000)

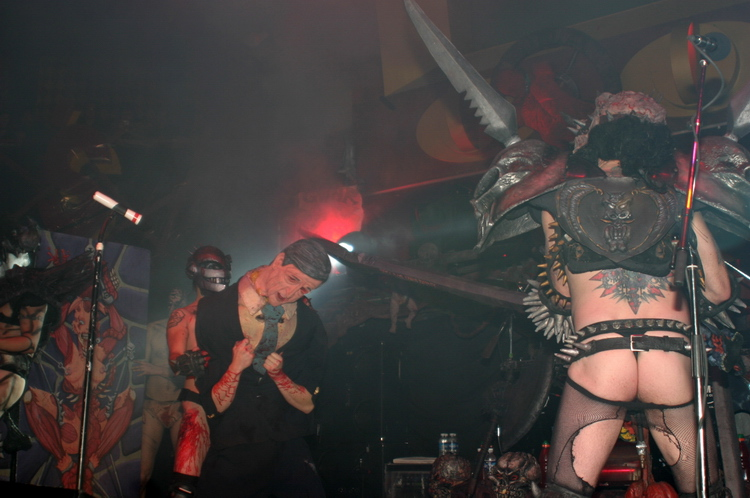
Gwar iniziando la loro esibizione a Edmonton con una decapitazione simulata.

Nel 1995, Gwar pubblicarono Ragnarok, un album caratterizzato da un suono assai unico e particolare, in cui trasfigurava persino l'uso di tastiere, cosa mai vista nei lavori precedenti della band, così come un maggiore uso di voci secondarie. Quest'album è passato inosservato perché schiacciato dal successo dei primi tre grandi loro precedenti lavori. Nonostante ciò, due canzoni estratte dal disco sono stati realizzati due videoclip, "Surf of Syn" e "Meat Sandwich" accompagnati da un lungometraggio, Rendezvous with Ragnarok uscito per supportare il concept principale dell'opera, includendo al suo interno anche scene del loro tour. Alla fine dello stesso anno, la band fece anche un cameo nel film Empire Records.
Il side-project principale del gruppo, gli X-Cops, vennero alla luce successivamente al tour di Ragnarok, pubblicando il loro unico lp, You Have the Right to Remain Silent..., nello stesso anno.
La successiva fatica del gruppo uscì nel 1997 sotto il nome di Carnival of Chaos, mostrandosi di nuovo come l'epitome del loro suono sperimentale, contenendo al suo interno canzoni di diversi generi musicali, spaziando da un heavy metal classico, ad altri generi come hard rock, country, e anche jazz. Non molto tempo dopo l'uscita di Carnival of Chaos, alcuni membri dei Gwar fecero la loro apparizione al The Jerry Springer Show per discutere con i suoi spettatori della scena dello "shock rock". Diversamente dalla loro presenza al The Joan Rivers Show, questa loro apparizione in TV è tuttora riconosciuta come una tra le più infamanti tra le reti televisive su larga scala.
Carnival of Chaos è stato l'ultimo album con Pete Lee alla chitarra, rimpiazzato da Tim Harriss che era stato precedentemente nella band nel 1986 e aveva preso parte alle registrazioni di America Must Be Destroyed come chitarrista di sessione. Durante la realizzazione di We Kill Everything tra la fine del 1998 e l'inizio del 1999, Michael Bishop si riunì alla band temporaneamente come bassista per supplire all'assenza di Casey Orr. Quest'album, dall'impronta fortemente punk rock, è tra gli album meno preferiti della band, tant'è che le canzoni di questo vengono raramente eseguite dal vivo.
In seguito a quest'album, il cofondatore del gruppo Hunter Jackson se ne andò nel 2000 per focalizzarsi su progetti personali. Danielle Stampe fece la stessa per dedicare più attenzione al suo nuovo progetto chiamato Girly Freakshow; tuttavia, ritornò per un breve periodo nel gruppo per il tour di Bitch Is Back nel 2002.

### Violence Has ArrivedeLive from Mt. Fuji(2001–2005)

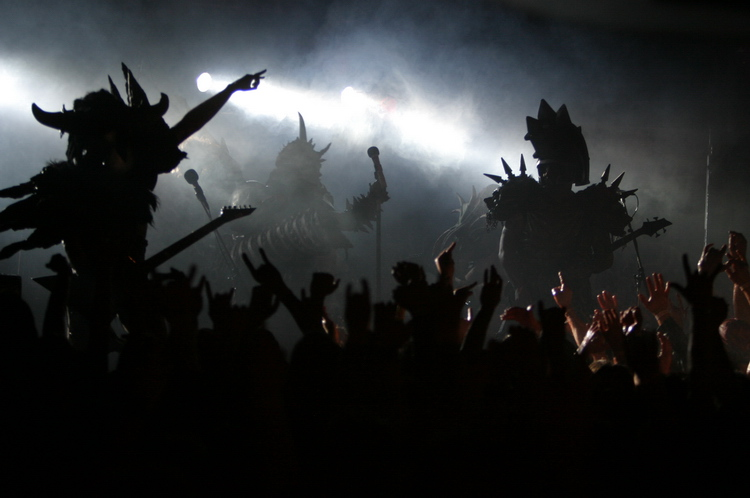
I Gwar dal vivo a Edmonton

Rimasi insoddisfatti dalla realizzazione del precedente album, lo stile dei Gwar cambiò considerevolmente prendendo una diversa direzione nei lavori successivi. Con Tim Harriss ormai andatosene via dal gruppo, Zach Blair venne chiamato per ricoprire la parte di Flattus Maximus, e Casey Orr se ne ritorno alla band impersonando Beefcake the Mighty per le registrazioni del loro primo lavoro interamente thrash metal di tutti gli anni: Violence Has Arrived, pubblicato il 6 novembre 2001, è stato visto come un "ritorno" alle origini e una cancellazione di tutti i cambiamenti presi durante la carriera del gruppo. Violence Has Arrived fu, tuttavia, l'ultimo album della band alla Metal Blade Records, che venne lasciata poco dopo la registrazione e l'uscita del disco.
Nel 2002 anche Zach Blair se ne andò dai Gwar per formare il gruppo power-pop Armstrong insieme al batterista Brad Roberts. La band pubblicò un album intitolato Dick the Lionhearted. Dal febbraio del 2007, Blair è il chitarrista dei Rise Against
Come la band iniziò a concentrarsi su un suono più pesante e brutale verso la fine di questo periodo, queste forze vennero convogliate nella creazione di un altro side-project, i Dave Brockie Experience, una band creata per l'appunto dal frontman Dave Brockie insieme al chitarrista ritmico Mike Derks e il batterista Brad Roberts con l'idea di continuare la falsariga dello stile comico di album come We Kill Everything, concentrando invece una maggiore serietà nella composizione della musica da parte dei Gwar pur sempre mantenendo toni ironici e umoristici. Il primo album uscì nel marzo del 2001, chiamato Diarrhea of a Madman.
Ciò però non segnò la fine della nuova svolta dei Gwar del focalizzarsi su una musica più pesante, come provato dall'uscita di Violence Has Arrived, e questo fu grazie all'uscita di uno dei loro dischi più famosi: War Party, pubblicato nel 2004 attraverso la loro nuova etichetta, la DRT Entertainment. L'album riscosse un grandissimo successo nell'underground, seguendo la stessa via intrapresa dal precedente Violence Has Arrived, ma stavolta con un tocco di maggiore tecnica e serietà, parzialmente grazie all'ingresso nella band della nuova chitarra solista Cory Smoot (Flattus Maximus) e del bassista Todd Evans (Beefcake the Mighty). Furono pubblicati i video per "Bring Back the Bomb" e "War Party," e gli fu chiesto di prendere parte al Sounds of the Underground Tour nel 2005. Lo stesso vide anche la pubblicazione di Live from Mt. Fuji, il primo live ufficiale della band, se non si considera la release estremamente rara You're All Worthless and Weak, uscita nel 2000 (e ri-edita nel 2006) alla Slave Pit Records.
Nel 2004 i Gwar hanno eseguito in un episodio della serie animata Nome in codice: Kommando Nuovi Diavoli, sotto il nome di "Rawg", le canzoni "The Private Pain of Techno Destructo" e "Gor-Gor", con i rispettivi testi riscritti.
Nel 2011, il chitarrista Cory Smoot (Flattus Maximus) muore poche ore dopo un concerto tenuto a Minneapolis per una forma di trombosi arteriosa.

### La morte di Dave Brockie (2014)
Il 23 marzo 2014, muore Dave Brockie, frontman del gruppo, a causa di un'overdose di eroina, accidentale, secondo quanto dichiarato dall'Ufficio dei Medici Esaminatori dello Stato della Virginia.
Successivamente Brockie verrà sostituito dal bassista Michael Bishop, rientrato nella band come vocalist

## Formazione

### Formazione attuale
- Michael Bishop (detto Blothar) - voce
- Mike Derks (detto BalSac the Jaws Of Death) - chitarra
- Brent Purgason (detto Pustulus Maximus) - chitarra
- Brad Roberts (detto Jizmak Da Gusha) - batteria
- Bob Gorman (detto Bonesnapper) - cori
- Matt Maguire (detto Sawborg Destructo) - cori

### Ex componenti

#### Cantanti
- Joe Annaruma (detto Joey Slutman)
- Ben Eubanks (detto Johnny Slutman)
- Dave Murray Brockie (detto Oderus Urungus) (deceduto nel 2014)
- Kim Dylla (detta Vulvatron)

#### Seconda voce
- Colette Miller (detta Amazina)
- Lisa Harrelson (detta GWAR-woman)
- Mike Delaney (detto Sexecutioner)
- Chales Varga (detto Sexecutioner)
- Hunter Jackson (detto Techno-Destructo & Scroda Moon)
- Heather Broome (detta The Temptress)

#### Chitarristi
- Steve Douglas (detto BalSac the Jaws of Death)
- Barry Ward (detto BalSac the Jaws of Death)
- Chris Oranger (detto Cornelius Carnage)
- Zack Blair (detto Flattus Maximus)
- Tim Harriss (detto Flattus Maximus)
- Peter Austin Lee (detto Flattus Maximus)
- Dewey Rowell (detto Flattus Maximus)
- Russ Bahorsky (detto Mr. Magico)
- Greg Ottinger (detto Stephen Sphincter)
- Brian Fechino (detto slave)
- John Cobbett
- Cory Smoot (detto Flattus Maximus) - chitarra (Deceduto nel 2011)

#### Bassisti
- Jamison Land (detto Beefcake the Mighty)
- Chris Bopst (detto BalSac)
- Mike Bishop (detto Beefcake the Mighty) (rientrato nel 2014 come vocalist)
- Ron Curry (detto Stephen Sphincter)
- Todd Evans (detto Beefcake the Mighty)

#### Batteristi
- Sean Sumner (detto Hans Orifice/Sphincter)
- Jim Thomson (detto Hans Sphincter)
- Pete Lucchter (detto Lee Baeto)
- Rob Mosby (detto Nippleus Erectus)

#### Tastieristi
- Dave Musel (detto Müsel)

#### Altro
- Danielle Stampe (detta Slymenstra Hymen) - voce, ballerina
- Don Drakulich (detto Sleazy P. Martini) - voce, manager

## Discografia

### Demo
- 1986 - Let There Be Gwar

### Album in studio
- 1988 - Hell-O
- 1990 - Scumdogs of the Universe
- 1992 - America Must Be Destroyed
- 1994 - This Toilet Earth
- 1995 - Ragnarök
- 1997 - Carnival of Chaos
- 1999 - We Kill Everything
- 2001 - Violence Has Arrived
- 2004 - War Party
- 2006 - Beyond Hell
- 2009 - Lust in Space
- 2010 - Bloody Pit of Horror
- 2013 - Battle Maximus
- 2017 - The Blood of Gods
- 2022 - The New Dark Ages

### EP
- 1992 - The Road Behind

### Raccolte
- 2000 - Slaves Going Single
- 2004 - Let There Be GWAR

### Live album
- 2000 - You're All Worthless and Weak
- 2005 - Live from Mt. Fuji

## Videografia

### VHS
- 1989 - RAWGWAR
- 1990 - Live From Antarctica
- 1991 - All the Sex
- 1991 - The Next Mutation
- 1991 - Twice the Violence
- 1992 - Phallus in Wonderland
- 1992 - Tour de Scum
- 1994 - Skulhedface
- 1997 - Rendezvous with Ragnarök
- 1998 - A Surprising Burst of Chocolatey Fudge
- 1998 - The Dawn Of The Day Of The Night Of The Penguins

### DVD
- 2001 - It's Sleazy!
- 2002 - Blood Drive 2002
- 2002 - The GWARnage Campaign
- 2002 - Ultimate Video GWARchive
- 2004 - Gwar War Party Tour 2004
- 2007 - Beyond Hell Live